# Forte Manoel
Forte Manoel (in maltese Forti Manoel, in inglese Fort Manoel) è una fortificazione dell'isola di Malta. Esso si trova su un isolotto prospiciente l'abitato di Gezira, nel porto di Marsamuscetto a nord-ovest de La Valletta ed è posto a guardia dell'entrata al porto stesso e dell'ancoraggio di Sliema.

## Storia
Forte Manoel è un tipico forte a stella costruito sulla viva roccia dell'isola su cui sorge. Esso venne costruito dai Cavalieri di Malta tra il 1723 ed il 1755 sotto il patronato del Gran Maestro portoghese António Manoel de Vilhena (da cui il nome).
Il disegno originale del fortilizio sull'isola era dell'ingegnere militare francese René Jacob de Tigné, il disegno finale accolse però delle aggiunte e dei perfezionamenti operati da Charles François de Mondion, l'ingegnere militare dell'ordine di Malta dell'epoca incaricato dei lavori di difesa e fortificazione dell'isola. Mondion inoltre supervisionò la costruzione e venne ipoteticamente sepolto nella cappella del forte, la cappella di Sant'Antonio da Padova.
Il forte fu attivo sotto i cavalieri maltesi prima e sotto l'esercito inglese poi sino al 1906 quando l'Inghilterra dichiarò ufficialmente cessata ogni sua funzione bellica. Durante la Seconda Guerra Mondiale il forte subì alcuni danni da bombardamento aereo anche a causa dello stabilimento in loco di armi contraeree; il forte è stato oggetto di lavori di ristrutturazione.